# Michael Russell
Michael Russell, född 1 maj 1978 i Detroit, Michigan, är en amerikansk professionell tennisspelare. 
Russell blev professionell spelare 1998 och nådde i augusti 2007 sin högsta ranking, 60:e plats. Russell är dock mest känd för  att han i fjärde omgången av Franska öppna 2001, som kvalspelare, överraskande ledde med 2-0 i set mot den regerande mästaren och världsettan Gustavo Kuerten. Brasilianaren låg under med 3-5 i tredje set och räddade dessutom en matchboll som tog längst ut på baslinjen. Kuerten vann matchen med 3-6, 4-6, 7-6, 6-3, 6-1 och vann sedan hela turneringen.
Russell har inte varit i någon final på ATP-touren men har tagit 14 titlar på Challengertouren.